# ازدواج همجنس در پنسیلوانیا
ازدواج همجنس‌ها در پنسیلوانیا از ۲۰ مه ۲۰۱۴ و پس از آنکه دادگاه فدرال پنسیلوانیا ممنوعیت ازدواج همجنس‌ها در آن ایالت را برخلاف قانون اساسی دانست، قانونی شده است. پنسیلوانیا ۱۹مین ایالت آمریکا و آخرین ایالت شمال‌شرقی بود که ازدواج همجنس‌ها را قانونی اعلام کرد.